# 托雷德华纳瓦德
托雷德华纳瓦德，是西班牙卡斯蒂利亚-拉曼恰雷阿尔城省的一个市镇。 总面积400平方公里，总人口1366人（2001年），人口密度3人/平方公里。